# PlayReady
PlayReady（プレイレディ）は、マイクロソフトが開発したデジタル著作権管理 (DRM) 技術。2007年2月に発表された。

## 概要
PlayReadyは、WMA (Windows Media Audio), AAC, AAC+, HE-AAC, WMV (Windows Media Video), H.264など様々な形式のコンテンツファイルに対応している事が特徴のDRM技術である。
Microsoft Windowsに限らず様々な環境に実装させる事が可能な為、セットトップボックスやスマートテレビ、テレビゲームで普及が進んでいる。